# Jouy-sous-Thelle
Jouy-sous-Thelle és un municipi francès, situat al departament de l'Oise i a la regió dels Alts de França. L'any 2007 tenia 872 habitants.

## Demografia

### Població
El 2007 la població de fet de Jouy-sous-Thelle era de 872 persones. Hi havia 327 famílies de les quals 56 eren unipersonals (20 homes vivint sols i 36 dones vivint soles), 104 parelles sense fills, 147 parelles amb fills i 20 famílies monoparentals amb fills.
La població ha evolucionat segons el següent gràfic:
Habitants censats

### Habitatges
El 2007 hi havia 373 habitatges, 326 eren l'habitatge principal de la família, 33 eren segones residències i 14 estaven desocupats. 347 eren cases i 26 eren apartaments. Dels 326 habitatges principals, 272 estaven ocupats pels seus propietaris, 49 estaven llogats i ocupats pels llogaters i 5 estaven cedits a títol gratuït; 8 tenien una cambra, 14 en tenien dues, 44 en tenien tres, 84 en tenien quatre i 176 en tenien cinc o més. 260 habitatges disposaven pel capbaix d'una plaça de pàrquing. A 136 habitatges hi havia un automòbil i a 166 n'hi havia dos o més.

### Piràmide de població
La piràmide de població per edats i sexe el 2009 era:
| Homes | Edats   | Dones |
| ----- | ------- | ----- |
| 0     | 95 o +  | 0     |
| 0     | 90 a 94 | 0     |
| 4     | 85 a 89 | 0     |
| 0     | 80 a 84 | 4     |
| 4     | 75 a 79 | 20    |
| 8     | 70 a 74 | 4     |
| 20    | 65 a 69 | 16    |
| 20    | 60 a 64 | 28    |
| 16    | 55 a 59 | 20    |
| 44    | 50 a 54 | 24    |
| 52    | 45 a 49 | 48    |
| 24    | 40 a 44 | 32    |
| 24    | 35 a 39 | 48    |
| 28    | 30 a 34 | 12    |
| 32    | 25 a 29 | 20    |
| 36    | 20 a 24 | 40    |
| 28    | 15 a 19 | 12    |
| 28    | 10 a 14 | 52    |
| 28    | 5 a 9   | 36    |
| 24    | 0 a 4   | 20    |

## Economia
El 2007 la població en edat de treballar era de 589 persones, 431 eren actives i 158 eren inactives. De les 431 persones actives 392 estaven ocupades (226 homes i 166 dones) i 39 estaven aturades (17 homes i 22 dones). De les 158 persones inactives 45 estaven jubilades, 44 estaven estudiant i 69 estaven classificades com a «altres inactius».

### Ingressos
El 2009 a Jouy-sous-Thelle hi havia 340 unitats fiscals que integraven 916 persones, la mediana anual d'ingressos fiscals per persona era de 20.243 €.

### Activitats econòmiques
Dels 41 establiments que hi havia el 2007, 1 era d'una empresa extractiva, 2 d'empreses alimentàries, 2 d'empreses de fabricació de material elèctric, 4 d'empreses de fabricació d'altres productes industrials, 9 d'empreses de construcció, 8 d'empreses de comerç i reparació d'automòbils, 4 d'empreses de transport, 1 d'una empresa d'informació i comunicació, 1 d'una empresa financera, 1 d'una empresa immobiliària, 6 d'empreses de serveis, 1 d'una entitat de l'administració pública i 1 d'una empresa classificada com a «altres activitats de serveis».
Dels 14 establiments de servei als particulars que hi havia el 2009, 1 era una oficina de correu, 4 tallers de reparació d'automòbils i de material agrícola, 1 paleta, 2 guixaires pintors, 2 fusteries, 1 lampisteria, 1 electricista, 1 empresa de construcció i 1 perruqueria.
Dels 3 establiments comercials que hi havia el 2009, 1 era una botiga de menys de 120 m², 1 una fleca i 1 una llibreria.
L'any 2000 a Jouy-sous-Thelle hi havia 7 explotacions agrícoles.

## Equipaments sanitaris i escolars
L'únic equipament sanitari que hi havia el 2009 era una farmàcia.
El 2009 hi havia una escola elemental.

## Poblacions més properes
El següent diagrama mostra les poblacions més properes.